# Angela Goethals
Angela Bethany Goethals (Nueva York, 20 de mayo de 1977) es una actriz estadounidense de cine, televisión y teatro. Goethals hizo su debut en Broadway en la producción de Coastal Disturbances en 1987, y luego ganó reconocimiento en Hollywood por su participación en la película Home Alone (1990), interpretando a la hermana del personaje de Macaulay Culkin. En la década de 1990, Goethals actuó en varias películas independientes y programas televisivos, incluyendo el papel protagónico en la comedia Phenom (1993) y un rol de reparto en la película Jerry Maguire junto a Tom Cruise (1996).
En 1999, Goethals se graduó en el Colegio Vassar como profesional en idioma francés antes de retornar a la actuación. En 2005 apareció como actriz invitada en la serie de acción 24, y logró una gran aceptación por parte de la crítica especializada gracias a su actuación en la comedia de horror Behind the Mask: The Rise of Leslie Vernon (2006).

## Filmografía

### Cine
- Rocket Gibraltar (1988) .... Dawn Black
- Heartbreak Hotel (1988) .... Pam Wolfe
- Traitor in My House (1990) (Película de TV) .... Louise Van Lew
- Home Alone (1990) .... Linnie McCallister
- Triple Bogey on a Par Five Hole (1991) .... Bree Levy
- V.I. Warshawski (1991) .... Kat Grafalk
- Jerry Maguire (1996) .... Kathy Sanders
- Storytelling (2001) .... Elli
- Changing Lanes (2002) .... Sarah Windsor
- Porn 'n Chicken (2002) (Película para TV) .... Polly
- Stealing Christmas (2003) (Película para TV) .... Noelle Gibson
- Spanglish (2004) .... Gwen
- Behind the Mask: The Rise of Leslie Vernon (2006) .... Taylor Gentry

### Televisión
- The Equalizer (1 episodio, "Starfire", 1989) .... Amber Sweeny
- Phenom (22 episodios, 1993–1994) .... Angela Doolan
- Madigan Men (1 episodio, "Three Guys, a Girl, and a Conversation Nook", 2000) .... Sara
- The Education of Max Bickford (1 episodio, "One More Time", 2002) .... Danielle Hodges
- Do Over (15 episodios, 2002–2003) .... Cheryl Larsen
- Boston Public (1 episodio, "Chapter Fifty-Seven", 2003) .... Sheila Mercer
- The Brotherhood of Poland, New Hampshire (1 episodio, "Secrets and Lies", 2003) .... Katie Shaw
- Miss Match (1 episodio, "Santa, Baby", 2003) .... Jessica
- Six Feet Under (1 episodio, "Falling into Place", 2004) .... Cindy
- Without a Trace (1 episodio, "In the Dark", 2004) .... Kelly Corcoran
- 24 (5 episodios) .... Maya Driscoll
- Grey's Anatomy (1 episodio, "Make Me Lose Control", 2005) .... Kelly
- CSI: Crime Scene Investigation (1 episodio, "Dog Eat Dog", 2005) .... Suzie Gables
- Crossing Jordan (1 episodio, "Thin Ice", 2006) .... Deborah
- Boston Legal (1 episodio, "Guantanamo by the Bay", 2007) .... Ellen Belott
- Life (1 episodio, "Mirror Ball", 2008) .... Patty
- Royal Pains (1 episodio, "Whole Lotto Love", 2010) .... Ginnie